# America's Next Top Model (mùa 13)
America's Next Top Model, Mùa thi 13 là chương trình thứ mười ba của loạt chương trình America's Next Top Model được phát sóng trên hệ thống truyền hình cáp CWTV. Mùa thi đã được lên kế hoạch khởi chiếu từ ngày 9 tháng 9 năm 2009 trên kênh CWTV. "Good Girls Go Bad" của Cobra Starship và Leighton Meester được sử dụng làm nhạc chủ đề của mùa thi. Biểu ngữ cổ động mùa thi: "Đường biên không quá 1m70. Đừng nghi ngờ. ĐẶT HÀNG NGAY!". Mùa thi được ghi hình tại Los Angeles, trước đó mùa thi 12 của chương trình được sản xuất tại Thành phố New York.
Người chiến thắng mùa thi sẽ có cơ hội sở hữu bộ giải thưởng gồm: một hợp đồng với công ty quản lý người mẫu Wilhelmina Models, sáu trang phỏng vấn và chụp ảnh bìa tạp chí Seventeen, cùng một hợp đồng quảng cáo với mỹ phẩm CoverGirl trị giá $100.000.
Nicole Fox, cô gái đến từ Louisville, Colorado, đã trở thành người chiến thắng trẻ tuổi nhất trong lịch sử ANTM.

## Khác biệt so với các mùa thi trước
So với các mùa thi trước, đây là mùa thi đầu tiên dành cho các bạn gái trẻ tuổi từ 18-27 có chiều cao khiêm tốn từ 1m70 trở xuống. Với mâu thuẫn chiều cao tối thiểu dành cho người mẫu, Elite Model Management đã ngừng hợp tác với chương trình và Wilhelmina Models được chọn cung cấp hợp đồng người mẫu thay thế.
Hội đồng giám khảo chỉ gồm ba thành viên chính thức và một giám khảo khách mời: đứng đầu là Tyra Banks và hai giám khảo J. Alexander, Nigel Barker.

## Các thí sinh
(Tính tuổi lúc tham gia phỏng vấn và ghi hình)
| Thí sinh           | Tuổi | Chiều cao              | Đến từ                     | Bị loại ở | Hạng         |
| ------------------ | ---- | ---------------------- | -------------------------- | --------- | ------------ |
| Amber DePace       | 18   | 168 cm (5 ft 6 in)     | Oceanside, California      | Tập 2     | 15 (bỏ cuộc) |
| Lisa Ramos         | 19   | 165 cm (5 ft 5 in)     | Queens, New York           | Tập 2     | 14           |
| Rachel Echelberger | 18   | 166 cm (5 ft 5+1⁄2 in) | Woodland, California       | Tập 3     | 13           |
| Courtney Davies    | 22   | 164 cm (5 ft 4+1⁄2 in) | Plantation, Florida        | Tập 3     | 12           |
| Lulu Braithwaite   | 19   | 170 cm (5 ft 7 in)     | Brooklyn, New York         | Tập 4     | 11           |
| Bianca Richardson  | 21   | 170 cm (5 ft 7 in)     | Columbia, South Carolina   | Tập 5     | 10           |
| Ashley Howard      | 22   | 168 cm (5 ft 6 in)     | Chicago, Illinois          | Tập 6     | 9            |
| Kara Vincent       | 18   | 170 cm (5 ft 7 in)     | Fort Wayne, Indiana        | Tập 7     | 8            |
| Rae Weisz          | 21   | 168 cm (5 ft 6 in)     | Rochester, Minnesota       | Tập 8     | 7            |
| Brittany Markert   | 21   | 166 cm (5 ft 5+1⁄2 in) | Livermore, California      | Tập 9     | 6            |
| Sundai Love        | 18   | 161 cm (5 ft 3+1⁄2 in) | Bakersfield, California    | Tập 10    | 5            |
| Jennifer An        | 23   | 165 cm (5 ft 5 in)     | Philadelphia, Pennsylvania | Tập 11    | 4–3          |
| Erin Wagner        | 18   | 168 cm (5 ft 6 in)     | Spring Grove, Illinois     | Tập 11    | 4–3          |
| Laura Kirkpatrick  | 19   | 168 cm (5 ft 6 in)     | Stanford, Kentucky         | Tập 12    | 2            |
| Nicole Fox         | 18   | 170 cm (5 ft 7 in)     | Louisville, Colorado       | Tập 12    | 1            |

### Nhân sự
Hội đồng giám khảo
- Tyra Banks, người sáng lập/nhiếp ảnh gia/giám khảo chính
- J. Alexander, huấn luyện viên sàn diễn/giám khảo
- Nigel Barker, nhiếp ảnh gia/giám khảo
- Jay Manuel, chỉ đạo nghệ thuật

## Nội dung các tập phim

### Tập 1: How Short Can You Go
Lên sóng: 9 tháng 9 năm 2009
Lần đầu tiên trong lịch sử chương trình Top Model thay đổi quy định, tuyển chọn các thí sinh từ 5'7" trở xuống (1m70). 32 cô gái được chọn khắp cả nước tụ hội về Los Angeles và đóng giả khách mời của chương trình thời trang Le Cycle 13, Fall Collection, nhưng vì quá thấp nên các cô bị đuổi ra. Ngay thời điểm đó, Tyra xuất hiện, đuổi người diễn viên và nói rằng "đã đến lúc đổi khác". Rồi các cô gái thay đổi phục trang, trở thành người mẫu học trò của Miss J., chụp hình đợt đầu với Mr, Jay. Và sau đó, lần lượt từng người bước vào vòng phỏng vấn trực tiếp. Những hình ảnh đáng nhớ: Courtney tiết lột tai nạn gãy chân; Alison chỉ dẫn Miss J. cách đi đứng; Lulu khẳng định cô là người đồng tính ngay khi vừa gặp ba vị giám khảo; Sundai bị hành hạ khi còn bé. Bên ngoài, Amber và Nicole làm cho các thí sinh khác khó chịu hay sợ hãi. Amber ứng xử thái quá khiến mọi người nghĩ cô phát cuồng, còn Nicole thì quá im lặng.
Ở đợt loại đầu tiên, 12 cô gái phải ra về và 20 người khác được thêm một cơ hội gây ấn tượng với Tyra qua bức ảnh chụp sàn diễn. Tyra nhận xét mùa thi này có nhiều cô gái chỉ biết tạo dáng gợi dục hơn là tạo dáng thời trang. Cuối cùng, 14 cô gái được chọn bước vào cuộc thi chính thức.
- Nhiếp ảnh gia: Bradford Sisk

### Tập 2: The Early Bird Gets A Makeover
Lên sóng: 9 tháng 9 năm 2009
Tại đại lộ Melrose, các cô gái tập trung lại bắt đầu vào cuộc thi chính thức nhưng họ sớm nhận ra Amber không có mặt. Mr. Jay và Miss J. đi xe limo đến đón các thí sinh mới và tiết lộ rằng Amber đã rút lui khỏi cuộc chơi vì "lý do cá nhân". Và Lisa, người đã bị loại ở vòng bán kết, được chọn thay thế vị trí Amber. Sau khi giới thiệu Lisa cho 13 thí sinh, J. và Jay tuyên bố rằng tất cả các thí sinh sẽ được thay đổi vẻ ngoài ngay từ đầu cuộc thi. Hầu hết các thí sinh đều rất hài lòng với vẻ ngoài mới của mình, trừ Lisa và Bianca. Lisa cho rằng mình thay đổi không nhiều, còn Bianca không thích cặp chân mày bị cạo trọc.
Ở chủ đề chụp ảnh tuần, các cô gái làm việc trên một nền ảnh gợi nhớ tuổi thơ. Các cô gái được giao nhiệm vụ tái hiện lại hình ảnh trẻ thơ của mình nhưng phải hợp thời trang. Trong lúc chụp ảnh, Rae rất lúng túng trên đôi giày balê cao 8 inch; Sundai và Lisa không an tâm về phần trang điểm. Bianca cũng như thế, cô tỏ ra khó chịu và nói với Jay Manuel cô không thích chụp ảnh với phần trang điểm mà theo cô cho là tệ hại. Tại phòng giám khảo, Rae, Bianca, Courtney, Ashley và Nicole gây được sự chú ý với những bức ảnh khá; Brittany thì lại bị chỉ trích vì tạo dáng quá khêu gợi. Kara và Sundai bị cho rằng thiếu năng lượng, còn Lisa thì nhìn hơi nham hiểm.
Kết cục, Bianca rơi xuống nhóm không an toàn vì thái độ làm việc không chuyên nghiệp, nhưng cô được tạo tiếp cơ hội thể hiện mình. Lisa bị loại một lần nữa do có phần thể hiện kém và tính cách e thẹn, giám khảo nghĩ rằng cô không làm hết sức mình khi đã có thêm một cơ hội.
- Rút lui: Amber DePace[2]
- Người thay thế: Lisa Ramos
- Rớt chót: Bianca Richardson & Lisa Ramos
- Bị loại: Lisa Ramos
- Ảnh chụp tốt nhất tuần: Rae Weisz
- Nhiếp ảnh gia: Baldomero Fernandez
- Khách mời đặc biệt: Chanel Iman, Sally Hershberger

### Tập 3: Fortress of Fierceness
Lên sóng: 16 tháng 9 năm 2009
Các cô gái đến trụ sở công ty quản lý người mẫu Wilhelmina Models để gặp giám đốc Sean Patterson và Nigel Barker. Từng cô gái một bước vào phòng và cố gây ấn tượng với hai vị giám khảo, Nigel đánh giá Lulu thiếu tập trung vào nhiếp ảnh gia trong khi Courtney một lần nữa thu hút sự chú ý trên từng bước đi dù chân cô vẫn đau. Rachel không thể đáp ứng đòi hỏi của giám khảo. Và Sean đã loại Rachel với lý do thiếu tự tin.
Sau đó, các cô gái đến một phòng chụp và gặp một nhiếp ảnh gia lỗ mãn luôn yêu cầu có được tấm ảnh hoàn hảo trong một lần chụp. Trong lúc các cô gái phản đối, Tyra đột nhiên xuất hiện và "đánh đuổi" gã. Rồi, Tyra chỉ dẫn cách "cười mắt" (cười bằng ánh mắt), làm Jennifer lộ vẻ hoang mang vì cặp mắt xếch. Ngay sau bài học, các cô gái tham gia thử thách theo cặp. Sáu người chiến thắng (gồm Bianca, Brittany, Courtney, Kara, Laura & Lulu) được tham gia bữa ăn thân mật với Sean Patterson, còn những người thất bại thì vào bếp rửa chén.
Kế đến, các cô gái tham gia chụp hình khoả thân trên thân ngựa. Tại phòng giám khảo Erin, Brittany, Laura và Nicole đều tạo được ấn tượng; Ashley nhận được góp ý về phần tạo dáng hơi quá; và Bianca, dù không phàn nàn như lần trước, nhưng lại tỏ ra không thích bộ tóc giả. Chính điều đó đẩy cô một lần nữa vào nhóm không an toàn, nhưng Courtney lại là người phải chia tay cuộc chơi do thiếu chủ động, cô cho rằng cái chân bó nẹp đã cản trở phần thể hiện của cô.
- Bị loại ngoài phòng giám khảo: Rachel Echelberger
- Rớt chót: Bianca Richardson & Courtney Davies
- Bị loại: Courtney Davies
- Ảnh chụp tốt nhất tuần: Erin Wagner
- Nhiếp ảnh gia: Firooz Zahedi
- Khách mời đặc biệt: Sean Patterson, Lauren Conrad

### Tập 4: Make Me Tall
Lên sóng: 23 tháng 9
Ở đầu tập phim, các cô gái tham gia buổi học bước đi trên sàn diễn do Miss J và người mẫu nhí Diva Davanna giảng dạy. Miss J gọi đó là bài học "bước cao" và làm việc với bạn diễn. Thử thách dành cho các học viên là buổi trình diễn thời trang cùng các người mẫu thực thụ cao trên 1m78 (5'10").
Brittany gây được ấn tượng tốt với Ann Shoket và giành được giải thưởng. Cô đã mời Kara và Laura cùng chụp chung bộ ảnh thời trang cho tạp chí Seventeen, nhưng lại vô tình làm phật ý Ashley, Lulu vì họ đã cố gắng chỉ dẫn cô cách bước đi ở buổi tối hôm trước. Tại ngôi nhà siêu mẫu, Nicole gây sự với Bianca vì Bianca đã tiết lộ nỗi sợ bị hành hạ ngược đãi của Nicole. Ashley, Lulu tiếp tục thúc câu chuyện nóng hơn, họ cảnh báo rằng Nicole vẫn đang bị lạm dụng, làm Nicole thêm tức. Rồi Nicole tâm sự cùng Brittany về Ashley xấu tính và Lulu ăn theo.
Trong phần chụp hình, các cô gái khó theo dõi và cười nhạo làm Brittany không tập trung; còn Bianca thì không biết cách để có được bức ảnh dịu dàng hơn. Kara, Nicole và Erin được cả hội đồng giám khảo khen ngợi, trong khi đó, Rae và Laura bị phê bình vì đã tự làm cơ thể thấp bé trong ảnh. Sundai dù có bức ảnh tốt, nhưng lại bị chỉ trích vẻ ngoài và thiếu tự tin trên sàn diễn. Cuối cùng, Brittany và Lulu rơi vào nhóm không an toàn. Brittany nhận thêm một cơ hội vào vòng tiếp, Lulu bị loại với lý do chụp ảnh kém và cá tính không cuốn hút.
- Rớt chót: Brittany Markert & Lulu Braithwaite
- Bị loại: Lulu Braithwaite
- Ảnh chụp tốt nhất tuần: Kara Vincent
- Nhiếp ảnh gia: Jonathan Mannion
- Khách mời đặc biệt: Diva Davanna, Kevan Hall, Jaime Rishar, Ann Shoket
- Top Model bứt phá: McKey Sullivan (Mùa 11)

### Tập 5: Take My Photo, Tyra!
Lên sóng: 30 tháng 9 năm 2009
Sam Fine được mời giảng dạy cho các thí sinh cách trang điểm phù hợp, mỗi người có một mẹo che khuyết điểm và tôn lên ưu điểm. Tối hôm đó, họ diện kiến Nigel cùng vợ Crissy Barker trong thử thách của CoverGirl. Thử thách được đặt ra trong một cuộc đua nhiều chặng, ở mỗi chặng các thí sinh phải tự trang điểm và chọn trang phục, người về cuối mỗi chặng đều bị loại. Laura và Kara bị loại chặng đầu, kế đến là Nicole, Jennifer, Brittany và Rae. Vòng cuối, các thí sinh còn lại phải tìm bức ảnh những người chiến thắng của các mùa thi trước được dán trên một cái kệ. Erin đã giành lấy tấm ảnh của Ashley, mãi đến khi cô ta tìm được bức ảnh riêng, làm cho Ashley bị loại khỏi thử thách. Người chiến thắng cuộc thi chạy trang điểm là Sundai, giải thưởng được trao bao gồm món quà trị giá &1.000 của CoverGirl, và được chụp ảnh cho website của Wal-Mart.
Trên đường đến studio chụp ảnh, Bianca và Ashley gây chuyện với Erin do cô quá gian lận trong thử thách, làm cho Erin khóc. Bước vào phòng chụp, các cô gái phát hiện Tyra bị bọc kín bằng mảnh vải dày và sau đó họ nghe Tyra tuyên bố thí sinh nào có ảnh chụp tốt nhất tại studio sẽ được miễn phần chất vấn tại phòng giám khảo và bước tiếp vào buổi chụp ảnh tuần sau. Erin, Rae và Sundai chụp khá tốt, trong khi Ashley gây trở ngại cho đội ngũ thực hiện rất nhiều và đã phải thay đổi trang phục đến những ba lần. Trong lúc chụp, Tyra quyết định dùng thêm quạt gió cho Laura và khuyên Jennifer nên gào lên nhầm cải thiện chất lượng bức ảnh. Brittany được đánh giá là thí sinh thực hiện phần chụp ảnh tốt nhất theo Tyra và Jay, do đó cô được quyền đặc cách và nhận thêm giải thưởng phụ là bức ảnh chụp chung với hai nam người mẫu.
Tại phòng giám khảo, rất nhiều cô gái có phần thể hiện tốt. Tyra cũng tán dương Jennifer với bức ảnh có cá tính, trong khi Kara bị phê bình vì chẳng đem một chút riêng nào vào bức hình. Kết quả, Ashley rơi vào nhóm không an toàn vì thể hiện kém nhưng việc xuất hiện lần thứ ba trong bốn tuần thi đã làm Bianca bị trả về nhà.
- Rớt chót: Bianca Richardson & Ashley Howard
- Bị loại: Bianca Richardson
- Ảnh chụp tốt nhất tuần/Đặc cách: Brittany Markert
- Nhiếp ảnh gia: Tyra Banks
- Khách mời đặc biệt: Crissy Barker, China Chow, Sam Fine, Juan Munoz Hortado, Gene Williamson
- Top Model bứt phá: Samantha Francis (Mùa 8)

### Tập 6: Dance With Me
Lên sóng: 7 tháng 10 năm 2009
Đầu tập phim, các cô gái đến phòng tập vũ đạo để gặp Benny Ninja. "Là người mẫu, các bạn phải tận dụng hình thể và gương mặt để truyền đạt cảm xúc", Benny nói và sau đó mời Lil Mama cùng nhóm nhảy Jabbawockeez hướng dẫn các cô gái vũ đạo. Thử thách được lồng chung với bài học, các cô gái được chia làm nhóm ba người, mỗi nhóm có một giờ luyện tập và đem phần trình diễn đó ra thuyết phục mọi người. Phần thi gồm ba nội dung cảm xúc: hạnh phúc, buồn bã và giận dữ nhưng các đội chỉ được dùng động tác để thể hiện, và họ phải dùng mặt nạ che toàn khuôn mặt. Đội chiến thắng gồm Jennifer, Rae và Kara, được nhận giải thưởng $17.000 bằng tổng trị giá các món trang sức.
Các cô gái được dẫn đến Las Vegas để thực hiện buổi chụp ảnh. Họ chứng kiến màn trình diễn của Jay Manuel và gánh xiếc Cirque du Soleil. Chủ đề chụp ảnh của tuần chính là gánh xiếc Circle du Soleil và các thí sinh phải chụp hình theo nhóm (Brittany, Jennifer và Rae chụp đợt một; Erin, Nicole và Sundai chụp tiếp theo và cuối cùng là Ashley, Kara & Laura). Jennifer, Kara, Ashley và Nicole bị phê bình vì không chụp đẹp, nhưng vì chụp theo nhóm nên Jennifer đã được bù lắp khuyết điểm và được gọi tên theo nhóm đầu tiên. Các giám khảo rất thích bức ảnh của Laura và Rae, nhưng cho rằng Rae lại thiếu cá tính. Kara và Ashley rơi vào nhóm không an toàn vì đều thiếu lực đẩy, nhưng Kara được giữ lại và Ashley bị loại.
- Rớt chót: Ashley Howard & Kara Vincent
- Bị loại: Ashley Howard
- Ảnh chụp tốt nhất tuần: Brittany Markert, Jennifer An & Rae Weisz
- Nhiếp ảnh gia: Mike Rosenthal
- Khách mời đặc biệt: Benny Ninja, Jabbawockeez, Josie Maran, Lil Mama, Rhonda Faber Green
- Top Model bứt phá: Lisa Jackson (Mùa 9)

### Tập 7: Petite Ninja Warriors
Lên sóng: 14 tháng 10 năm 2009
Các cô gái đến trụ sở Wilhelmina và được bảo rằng phải đến gặp các nhà thiết kế. Tám cô gái chia làm bốn đội, mỗi đội hai người (Nicole & Laura, Brittany & Kara, Erin & Jennifer, Rae & Sundai) và được trang bị một chiếc xe hơi nhưng phải tự định vị vị trí được đánh sẵn trên bản đồ. Các cuộc hẹn bao gồm một buổi thi tuyển gương mặt quảng cáo (cuộc thi mà nhiều thí sinh đều rớt, trừ Nicole). Sundai và Rae là bộ đôi duy nhất dùng quá thời gian quy định và bị loại khỏi thử thách, họ liên tục bị lạc nhưng lại quyết định đi tiếp đến buổi hẹn cuối. Vì đến trễ nên Sean Patterson quở trách, Sundai đã đổ lỗi do Rae lái chậm. Mọi người hết sức ngạc nhiên khi Nicole được tuyên bố chiến thắng thử thách và nhận giải thưởng do các nhà thiết kế trao tặng, đồng thời sẽ góp mặt trong chương trình quảng cáo cô đã tham gia thi tuyển.
Trở về nhà, Kara và Sundai tỏ ra thất vọng trước chiến thắng của Nicole, vì họ cho rằng Nicole tẻ nhạt và ngay cả Nicole cũng thú nhận rằng đây là chiến thắng ăn may. Tuy nhiên, Laura lại rất vui cho bạn mình và hy vọng được mượn một vài bộ đồ của Nicole. Các cô gái tiếp tục bước vào chủ đề chụp ảnh kiếm hiệp của tuần. Mỗi người được hóa trang thành một ninja với vũ khí tự chọn. Hầu như ai cũng than vãn về khung dây kéo người lên lưng lửng.
Tại phòng giám khảo, Nicole, Laura, Brittany, Erin và Jennifer được tán thưởng, còn Sundai một lần nữa bị phê bình về bộ trang phục và thiếu linh hoạt. Nhưng hội đồng bất an hơn khi Brittany và Rae dần dần mất cá tính và thái độ hời hợt của Erin. Cuối cùng, Kara bị loại khi hai tuần liền nằm trong nhóm không an toàn vì dường như đang nản chí, Sundai được an toàn.
- Rớt chót: Kara Vincent & Sundai Love
- Bị loại: Kara Vincent
- Ảnh chụp tốt nhất tuần: Nicole Fox
- Nhiếp ảnh gia: Patricia Van Oh
- Khách mời đặc biệt: Sean Patterson, Lauren Shiohama, Jessica White
- Top Model bứt phá: Fo Porter (Mùa 12)

### Tập 8: Interview 101
Lên sóng: 21 tháng 10 năm 2009
Các cô gái gặp mặt nghệ sĩ Ant và Lara Spencer trong chương trình The Insider (tạm dịch: Người trong cuộc) để học thêm kĩ năng phỏng vấn. Với mục đích giảng dạy các thí sinh biết cách ứng xử khéo léo, Ant đã đặt ra những tình huống khó khăn cho các người mẫu bằng cách hóa thân thành các hình mẫu thường gặp. Rồi Ann Shoket xuất hiện và thông báo họ sẽ phỏng vấn Jessica Lowndes trong chương trình trên như là thử thách của tuần. Để tạo thêm độ khó, phần chạy chữ cố tình bị làm cho hư trong lúc đang phỏng vấn. Jennifer và Erin đã tỏa sáng với những cố gắng, còn Laura gặp chút vấn đề khi đọc do triệu chứng dyslexia, Nicole thì khó khăn lúc đặt câu hỏi. Erin đã giành chiến thắng thử thách và cô chọn Rae cùng Jennifer để chia sẻ giải thưởng chụp hình cho tạp chí Seventeen.
Tuần này không có buổi chụp ảnh mà được thay bằng đoạn phim quảng cáo cho mỹ phẩm CoverGirl. Các cô gái tự viết thêm lời thoại trên nền một mẫu lời thoại bắt buộc. Erin làm xong rất sớm, trong khi Laura và Nicole vất vả và tốn hàng giờ luyện tập. Một lần nữa, Jennifer lại tỏa sáng trong đoạn phim quảng cáo, nhưng Erin và Laura thì không.
Tại phòng ban giám khảo, Jennifer và Nicole được tán dương trong khi Brittany truyền tải lời thoại không thiếu sót nhưng thiếu cá tính. Sundai và Laura có phần lời thoại tốt nhưng bị chê vì truyền tải kém. Kết cuộc, Rae và Erin rơi vào nhóm chót; với Erin là lần tiếp tục khóc lóc lúc đang làm việc, và Rae dần mờ nhạt so với phần nền chung của cuộc thi. Erin được cho là có nhiều tiềm năng hơn, có nghĩa Rae bị loại.
- Rớt chót: Rae Weisz và Erin Wagner
- Bị loại: Rae Weisz
- Ảnh chụp tốt nhất tuần: Jennifer An
- Đạo diễn quay phim: Nigel Barker
- Khách mời đặc biệt: Teyona Anderson, Kim Kardashian, Jessica Lowndes, Ant, Ann Shoket, Lara Spencer
- Top Model bứt phá: Nicole Linkletter(Mùa 5)

### Tập 9: Let's Go Surfing
Lên sóng: 28 tháng 10 năm 2009
Khi về đến nơi, các cô gái thấy nhà của họ đã bị tịch biên, vào bên trong thì Tyra đang niêm phong mọi thứ và nói ngôi nhà đã xuống cấp trầm trọng và không thể nào ở được. Nhưng sau đó họ ra vườn và thấy một bữa tiệc phong cách Hawaii, Tyra tiết lộ những người còn lại sẽ chuyển nhà đến Hawaii. Tới nơi, các cô gái bị mê hoặc bởi ngôi nhà mới và Jennifer ngất ngây bởi đoạn phim quảng cáo của cô được chiếu trong ít nhất năm căn phòng.
Buzzy Kerbox gặp mặt các cô gái và chỉ dẫn họ lướt sóng, sau đó, họ được thử thách bằng cách tạo dáng khi đang lướt ván cùng nam người mẫu. Erin, Brittany và Nicole hoàn thành tốt thử thách; Sundai và Laura gặp trở ngại. Erin đã chiến thắng, nhưng dù đang có căng thẳng với Brit, cô chọn Brittany và Nicole cùng tận hưởng giải thưởng trên chiếc trực thăng bay qua đảo Maui. Trong lúc Nicole và Brittany đang vui, Erin bực mình vì một lần nữa không giành được giải thưởng bằng hiện vật.
Tại buổi chụp hình của tuần, các cô gái gặp Tyra và được đề xuất đóng giả thành những phụ nữ đa sắc tộc như người Hawaii hapa.
| Thí sinh | Chủng tộc                 |
| -------- | ------------------------- |
| Brittany | Đông Ấn & châu Mỹ bản địa |
| Erin     | Tây Tạng & Ai Cập         |
| Jennifer | Batswana & Polynesia      |
| Laura    | Mexico & Hy Lạp           |
| Nicole   | Nhật Bản & Madagascar     |
| Sundai   | Nga & Maroc               |

Hầu như tất cả đều không thoải mái với chủ đề chụp ảnh, đặc biệt Laura, người luôn sợ bị cháy nắng. Tại phòng giám khảo, tất cả mọi người trừ Nicole đều nhận được nhận xét hai chiều, như Sundai trông hơi lùn, Erin tạo dáng hơi quá theo xu hướng quảng cáo, và Brittany không biết bước ra khỏi đáy giếng. Dù Erin rơi vào nhóm không an toàn lần hai và dường như cô đang tự hủy hoại mình, nhưng Brittany lại phải về nhà vì quá xét nét.
- Rớt chót: Brittany Markert & Erin Wagner
- Bị loại: Brittany Markert
- Ảnh chụp tốt nhất tuần: Nicole Fox
- Nhiếp ảnh gia: Tyra Banks
- Khách mời đặc biệt: Sofia Beschan, Buzzy Kerbox, Kristy Hume
- Top Model bứt phá: Natalie Pack (Mùa 12)

### Tập 10: Dive Deeper
Lên sóng: 4 tháng 11 năm 2009
Trở về nhà, Nicole cáu gắt vì cô không thể ăn mừng chiến thắng do được gọi tên đầu bảng xếp hạng do Brittany bị loại. Nicole tiết lộ cô ấn tượng với nội lực của Sundai và Sundai hứa không kể chuyện riêng của mình cho các cô gái khác nghe trừ khi cô lọt vào tốp bốn.
Các cô gái ra biển và bắt gặp Marisa Miller, người giảng dạy về cách tạo dáng gợi cảm trong trang phục áo tắm. Sau đó họ được giao một cái vòi nước cho thử thách, nhiệm vụ là phải xuất thần và gợi cảm trong chỉ một lần chụp. Tất cả đều hoàn thành tốt thử thách, Nicole chiến thắng cùng phần thưởng là trang sức trị giá $6.500. Cô cũng được chọn người hưởng thêm các thước phim chụp. Đến ngày hôm sau, họ ăn mừng sinh nhật Laura.
Đối với chủ đề tuần này, các cô gái phải tạo dáng dưới nước. Hội đồng giám khảo khen ngợi Nicole và Jennifer nhưng cũng nhận xét thêm về bàn chân của Nicole phải mềm mại hơn nữa như ngón chân của Barbie, và về Jennifer thiếu góc cạnh. Lần đầu tiên trong lịch sử Top Model,Erin được vào vòng kế sau ba tuần liên tiếp rơi vào nhóm không an toàn. Sundai bị loại nhưng được Tyra động viên và gọi là một hình mẫu.
- Rớt chót: Erin Wagner & Sundai Love
- Bị loại: Sundai Love
- Ảnh chụp tốt nhất tuần: Jennifer An
- Nhiếp ảnh gia: Russell James
- Khách mời đặc biệt: Marisa Miller
- Top Model bứt phá: Fatima Siad (Mùa 10)

### Tập 11: Hawaiian Hip Hop
Lên sóng: 11 tháng 11 năm 2009
Bốn cô gái cuối cùng học được một số động tác hip hop hula. Jay tiết lộ rằng hai cô gái sẽ được gửi về nhà trong tuần này. Giám khảo khách mời là tổng biên tập tạp chí Seventeen Ann Shoket.
Sau đó, họ được hóa thành Pele, nữ thần núi lửa Hawaii, trong buổi chụp hình tuần này. Trong khi Erin và Nicole thể hiện khá tốt, Laura và Jennifer vấp ngã. Tại buổi đánh giá, Laura và Nicole được khen ngợi vì những bức ảnh của họ nhưng Erin và Jennifer bị chỉ trích vì bức ảnh của họ. Cuối cùng, Laura, Jennifer và Erin rơi vào cuối bảng, Laura vì trông không giống người mẫu và hai người kia vì những màn trình diễn chậm chạp của họ.
Cuối cùng, một Laura vui mừng kết hợp với Nicole trong một chương trình thời trang của Julia Clancey, trong khi Jennifer và Erin được gửi về nhà, cả hai đều buồn bã khi gần đến gần với chiến thắng, cho đến nay.
- Rớt chót: Jennifer An, Laura Kirkpatrick & Erin Wagner
- Bị loại: Jennifer An & Erin Wagner
- Ảnh chụp tốt nhất tuần: Nicole Fox
- Nhiếp ảnh gia: Steve Shaw
- Khách mời đặc biệt: Ann Shoket, Anna Rita Sloss
- Top Model bứt phá: Katarzyna Dolinska (Mùa 10)

### Tập 12: America's Next Top Model Is...
Lên sóng: 18 tháng 11 năm 2009
Hai cô gái cuối cùng gặp Teyona, quán quân mùa trước, trước khi quay quảng cáo CoverGirl LashBlast và quay quảng cáo của họ. Nicole được khen vì một buổi chụp hình đẹp, nhưng lại được khen ngợi vì màn trình diễn "lố bịch" trong quảng cáo của cô; Laura được khen ngợi vì đã vượt qua chứng khó đọc trong quảng cáo của mình, nhưng bị chỉ trích vì thiếu sự cam kết trong buổi chụp hình. Ngày hôm sau, Ann Shoket theo dõi họ khi họ chụp bìa tạp chí Seventeen của họ.
Tiếp theo, Tyra đến thăm các cô gái để trò chuyện một đối một. Nó đã được tiết lộ rằng họ sẽ đi dạo trong một chương trình thời trang Julia Clancey cùng với các cô gái bị loại Brittany, Erin, Jennifer và Sundai.
Trong buổi đánh giá cuối cùng, cả hai cô gái đã gây ấn tượng với ban giám khảo bởi màn trình diễn cuối cùng của họ, mặc dù cuộc đi bộ của Nicole bị chỉ trích là "khác biệt" trong khi việc giao hàng thương mại có phần kém cỏi của Laura khiến mọi người thất vọng. Bỏ qua các danh mục, các giám khảo bị giằng xé giữa khả năng thời trang cao cấp và kiến thức về góc nhìn của cô và vẻ đẹp thương mại và vẻ đẹp thông thường của Laura. Các cô gái được gọi trở lại, và Nicole được tuyên bố là người chiến thắng thứ mười ba của America's Next Top Model.
- Chung cuộc: Nicole Fox & Laura Kirkpatrick
- America's Next Top Model: Nicole Fox
- Nhiếp ảnh gia: Nigel Barker
- Khách mời: Eddie Murphy
- Top Model bứt phá: Teyona Anderson (Mùa 12)

### Tập 13: Cycle 13: REVEALED
Lên sóng: 18 tháng 11 năm 2009
Những cảnh quay chưa từng được công bố về các người mẫu cao 1m70 trở xuống của mùa thi 13 sẽ được tiết lộ.
- Top model bứt phá: Danielle Evans (Mùa 6)

## Tổng kết

### Thứ tự gọi tên
| 1  | Jennifer | Rae      | Erin     | Kara     | Brittany | Brittany Rae Jennifer | Nicole   | Jennifer | Nicole   | Jennifer | Nicole        | Nicole |  |  |  |
| 2  | Erin     | Nicole   | Brittany | Nicole   | Jennifer | Brittany Rae Jennifer | Laura    | Nicole   | Jennifer | Nicole   | Laura         | Laura  |  |  |  |
| 3  | Rachel   | Jennifer | Laura    | Erin     | Rae      | Brittany Rae Jennifer | Brittany | Brittany | Laura    | Laura    | Erin Jennifer |        |  |  |  |
| 4  | Kara     | Ashley   | Nicole   | Sundai   | Nicole   | Laura                 | Erin     | Sundai   | Sundai   | Erin     | Erin Jennifer |        |  |  |  |
| 5  | Lulu     | Courtney | Kara     | Jennifer | Erin     | Nicole                | Jennifer | Laura    | Erin     | Sundai   |               |        |  |  |  |
| 6  | Rae      | Erin     | Jennifer | Bianca   | Laura    | Sundai                | Rae      | Erin     | Brittany |          |               |        |  |  |  |
| 7  | Ashley   | Lulu     | Sundai   | Laura    | Sundai   | Erin                  | Sundai   | Rae      |          |          |               |        |  |  |  |
| 8  | Brittany | Rachel   | Rae      | Ashley   | Kara     | Kara                  | Kara     |          |          |          |               |        |  |  |  |
| 9  | Bianca   | Laura    | Lulu     | Rae      | Ashley   | Ashley                |          |          |          |          |               |        |  |  |  |
| 10 | Courtney | Kara     | Ashley   | Brittany | Bianca   |                       |          |          |          |          |               |        |  |  |  |
| 11 | Nicole   | Brittany | Bianca   | Lulu     |          |                       |          |          |          |          |               |        |  |  |  |
| 12 | Amber    | Sundai   | Courtney |          |          |                       |          |          |          |          |               |        |  |  |  |
| 13 | Laura    | Bianca   | Rachel   |          |          |                       |          |          |          |          |               |        |  |  |  |
| 14 | Sundai   | Lisa     |          |          |          |                       |          |          |          |          |               |        |  |  |  |
| 15 |          | Amber    |          |          |          |                       |          |          |          |          |               |        |  |  |  |

     Thí sinh bỏ cuộc
     Thí sinh bị loại
     Thí sinh bị loại ngoài phòng giám khảo
     Thí sinh được đặc cách vào tập tiếp theo
     Thí sinh chiến thắng chung cuộc
- Trong tập 5, Brittany được đặc cách vào tuần thi tiếp vì có ảnh chụp xuất sắc nhất.
- Trong tập 6, Brittany, Rae và Jennifer được gọi tên cùng lúc do có ảnh chụp tập thể xuất sắc nhất tuần.
- Trong tập 11, Laura, Erin cùng Jennifer rơi vào nhóm không an toàn. Laura là người duy nhất được chọn, trong khi đó Erin và Jennifer bị loại đồng thời.
- Tập 13 là tổng kết những khoảnh khắc đáng nhớ của mùa thi 13.

### Chụp ảnh
- Tập 1: Ảnh chụp thẻ; ảnh chụp sàn diễn (casting)
- Tập 2: Làm em bé lần nữa
- Tập 3: Khoả thân với ngựa
- Tập 4: Vươn mình
- Tập 5: Vẻ đẹp bọc vải
- Tập 6: Cirque de Soleil
- Tập 7: Chiến binh ninja
- Tập 8: Quảng cáo CoverGirl
- Tập 9: Những người khai hoang
- Tập 10: Cô gái trong lòng biển
- Tập 11: Nữ thần núi lửa Pele
- Tập 12: Quáng cáo và chụp ảnh CoverGirl LashBlast; Chụp ảnh bìa cho tạp chí Seventeen